# Ghiacciaio Hektoria
Il ghiacciaio Hektoria (in inglese Hektoria Glacier) è un ghiacciaio situato sulla costa di Oscar II, nella parte occidentale della Terra di Graham, in Antartide. Il ghiacciaio, il cui punto più alto si trova 351 m s.l.m., fluisce in direzione sud a partire dalla zona circostante il monte Johnston e, passando tra la dorsale di Zagreus e il monte Quandary, entra poi nell'insenatura di Vaughan, poco a ovest del ghiacciaio Brenitsa e a est del ghiacciaio Green.

## Storia
Il ghiacciaio Hektoria fu scoperto da Sir Hubert Wilkins che lo fotografò durante una ricognizione aerea il 20 dicembre 1928 battezzando la formazione "Fiordi Hektoria" in onore della nave SS Hektoria, con cui era arrivato sull'isola Deception. In seguito a due ricognizioni effettuate nel 1947  e nel 1955 dal British Antarctic Survey, che all'epoca si chiamava ancora Falkland Islands and Dependencies Survey, si appurò che i "lunghi fiordi ricoperti di ghiaccio" visti da Wilkins erano in realtà tre ghiacciai, uno dei quali è, appunto, il ghiacciaio Hektoria.